# Silene pinetorum
Silene pinetorum là loài thực vật có hoa thuộc họ Cẩm chướng. Loài này được Boiss. & Heldr. miêu tả khoa học đầu tiên năm 1849.